# Karen L. Nyberg
Karen L. Nyberg (Parkers Prairie, Minnesota, 1969. október 7.–) amerikai gépészmérnök, űrhajósnő. Teljes neve Karen Lujean Nyberg.

## Életpálya
1994-ben summa cum laude kapott gépészmérnöki diplomát az Észak-Dakotai Egyetemen. 1998-ban mérnöki doktorátust szerzett a Texasi Egyetemen. 1991-től 1995-ig különböző területeken dolgozott a Lyndon B. Johnson Űrközpontban. Doktorátusát követően felvették a NASA létfenntartó rendszereinek kezelésére (űrruhák funkcióinak javítása, folyamatos korszerűsítése). Több szabadalmi védelme van.
2000. július 26-tól részesült űrhajóskiképzésben. A 476. űrhajós a világon, a 303. amerikai űrhajós, valamint az 50. női űrhajós. Férje Douglas G. Hurley űrhajós. Összesen 180 napot töltött a világűrben.

## Űrrepülések
- STS–124 a Discovery űrrepülőgép fedélzeti mérnökeként repült a Nemzetközi Űrállomásra (ISS). Ez volt a második küldetés, amelyik a Nemzetközi Űrállomásra (ISS) építőelemeket, utánpótlás anyagokat illetve a japán Kibo laboratóriumot szállított. Első űrszolgálatán összesen 13 napot, 8 órát és 13 percet töltött a világűrben.
- 2013 májusában a Szojuz TMA–09M űrhajóval fedélzeti mérnök pozícióban érkezett az ISS-re. Az űrrepülése egybeesett az első női űrhajós, Tyereskova útjának 50. évfordulójával.

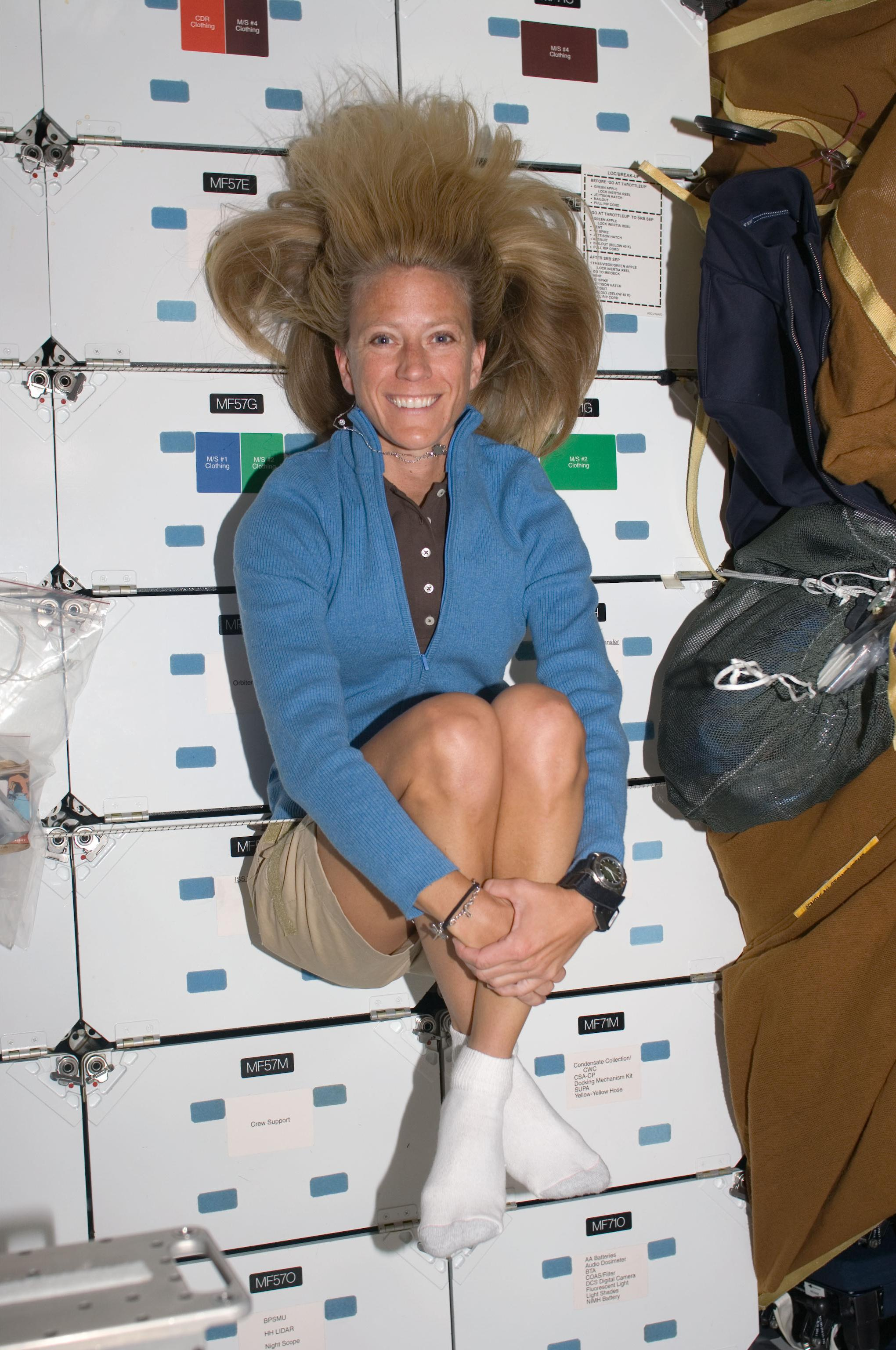
Karen Nyberg STS-124 – 2008. június 7. (NASA S124-e007134)

### Tartalék személyzet
Szojuz TMA–07M fedélzeti mérnöke